# Chwałowice (województwo lubuskie)

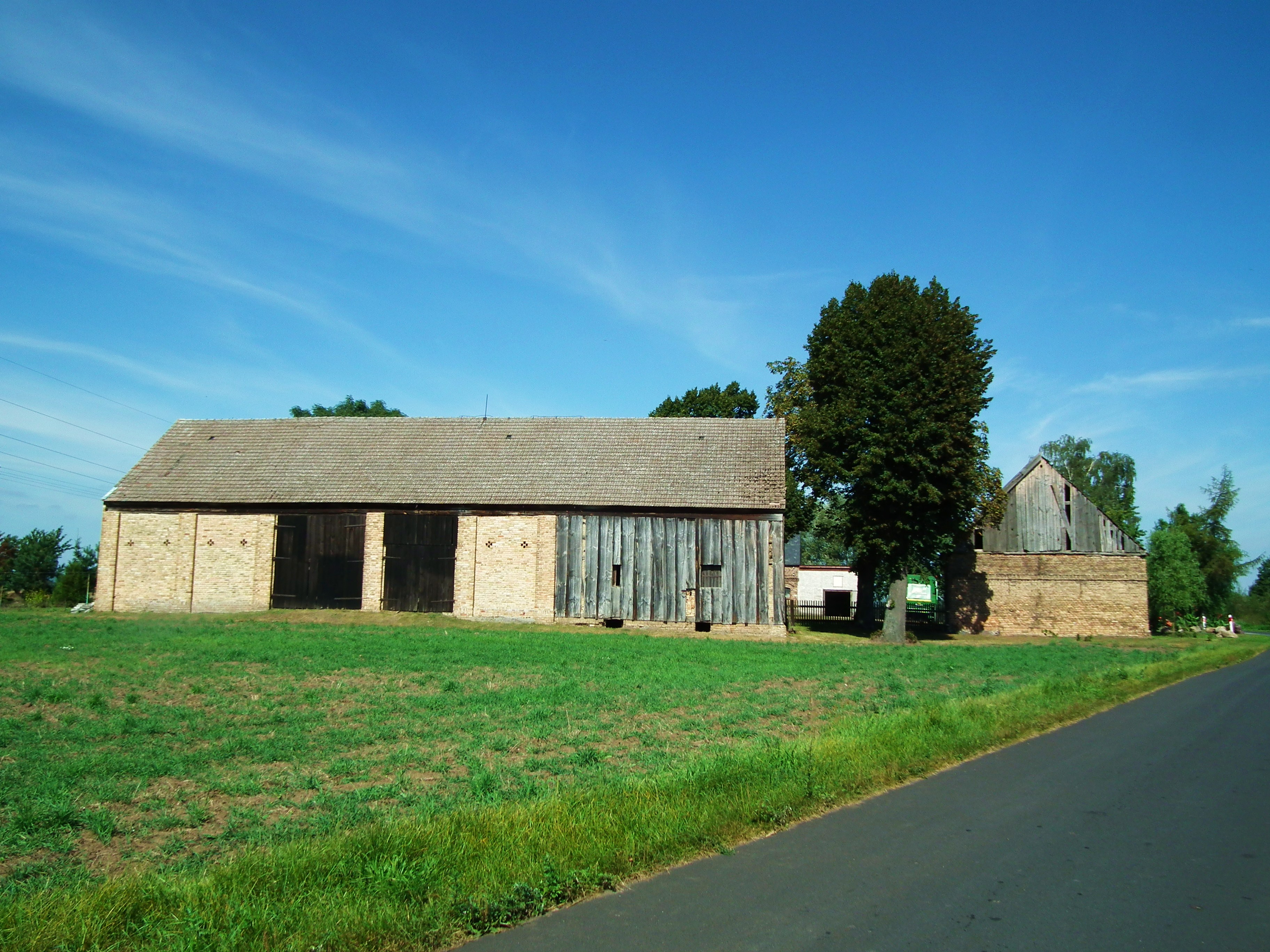
Stara zabudowa

Chwałowice – wieś w Polsce położona w województwie lubuskim, w powiecie gorzowskim, w gminie Bogdaniec. Według danych z 2012 r. liczyła 291 mieszkańców. Miejscowość została założona w 1686 r. w ramach osadnictwa olęderskiego. Od 1945 r. leży w granicach Polski.

## Położenie
Zgodnie z podziałem fizycznogeograficznym Polski według Kondrackiego teren, na którym położone są Chwałowice należy do prowincji Niziny Środkowoeuropejskiej, podprowincji Pojezierza Południowobałtyckiego, makroregionu Pradolina Toruńsko-Eberswaldzka oraz w końcowej klasyfikacji do mezoregionu Kotlina Gorzowska.
Miejscowość położona jest 11 km na południowy zachód od Gorzowa Wielkopolskiego. Posiada charakterystyczną dla podmokłych terenów rozproszoną zabudowę siedliskową.
W latach 1975–1998 miejscowość należała administracyjnie do województwa gorzowskiego.

## Demografia
Ludność w ostatnich 3 stuleciach:

## Historia
- Początek XVII w. – rozpoczyna się osadnictwo olęderskie w Nowej Marchii; charakterystyczne było nazewnictwo wsi powstałych na bagnach i na karczunkach leśnych – te pierwsze zawierały w nazwie cząstkę bruch (niem. der Bruch moczar, trzęsawisko) lub Holländer, drugie zaś Hauland (niem. hauen karczować)[12]
- 1616 – urząd domeny w Gorzowie (Landsberg) zakłada na lewym brzegu Warty osadę Plonitz-Wiesen (Płonica), zasiedloną przez 9 olędrów; z powodu wojny trzydziestoletniej (1618-48) i częstych powodzi, osadnictwo to załamało się
- 23.08.1686 – przywiej magistratu Gorzowa dla 3 pastuchów (Jakob Rabe, Jürgen Rabe oraz Hans Böse) przesiedlonych z Plonitz-Wiesen na prawy brzeg Warty na Grossen Werder (tzw. Wielką Wyspę na Błotach Wieprzyckich), pomiędzy Wartą a kanałem Kołomęt (niem. Clemente)[13]. Osada ta dała początek późniejszemu Landsberger Holländer (Chwałowicom). Zostali oni zwolnieni na okres 3 lat z wszelkich świadczeń, później mieli płacić czynsz w wysokości 10 talarów rocznie. Otrzymali również bezpłatnie drewno na wznoszenie budynków i ogrodzenie działek[12].
- 1778 – osada liczy 2834 morgi i 46 kolonistów
- Około 1790 – zbudowano kościół
- 1801 – kolonia należy do kamery gorzowskiej i liczy 438 mieszkańców oraz 63 domy; jest tu 53 kolonistów, 10 komorników (chłopów bezrolnych), kuźnia i młyn[4]
- 1855 – powołano parafię luterańską w Chwałowicach
- 1924 – wybudowano nowy budynek szkolny
- 1934 – do Świerkocina przeniesiono z Chwałowic wiatrak obracany na szynach (rolkach?), zwany platrakiem; ten w Świerkocinie, postawiony w 1789 r., spłonął[14]
- 1945 – na tereny nadwarciańskie przybywają przesiedleńcy z Kresów Wschodnich i z Wielkopolski
- 13.06.1946 – poświęcenie kościoła jako rzymskokatolickiego
- 1947 – przybywają Łemkowie, przesiedlani w ramach akcji „Wisła”
- 1948 – otwarcie 3-klasowej szkoły
- 1954 – przekształcenie szkoły w 4-klasową
- 1957 – przekształcenie szkoły w 5-klasową
- 06.1968 – zamknięcie szkoły; dzieci uczęszczają odtąd do szkoły w Lubczynie

| Niemiecka nazwa | Obiekt                                                     | Położenie            |                             | L. mieszkańców w 1871 |
| --------------- | ---------------------------------------------------------- | -------------------- | --------------------------- | --------------------- |
| Christiansburg  | majątek czynszowy (niem. Erbzinsgut)                       | 1,7 km na zach.      | obecnie Chwałowice          | 28                    |
| Friedrichshorst | majątek czynszowy (niem. Erbzinsgut)                       | 1,5 km na zach.      | obecnie Chwałowice          | 21                    |
| Karlsfelde      | majątek czynszowy i kolonia (niem. Erbzinsgut und Kolonie) | 1,5 km na płd.-zach. | Głogówko obecnie Chwałowice | 20                    |

## Nazwa
Grossen Werder 1686, 1778; Landsbergische Hollander 1809; Landsberger Hollaender 1822; Landsberger Holländer 1856, 1944; Chwałowice 1947.
Niemiecka nazwa Grossen Werder pochodzi od Werder „wyspa” oraz gross „wielki”. Oboczna nazwa Landsberger Holländer wywodzi się od Holländer „Holender” (tyle co polskie Holendry) oraz Landsberg – Gorzów.

## Administracja
Miejscowość jest siedzibą sołectwa Chwałowice.

## Architektura
Kościół pw. św. Antoniego Padewskiego – filialny parafii rzymskokatolickiej pw. św. Michała Archanioła w Jeninie. Zbudowany około 1790 r. pośrodku miejscowości, na sztucznym nasypie (z uwagi na podmokły charakter terenu). Jest to budowla jednonawowa o konstrukcji szkieletowej z ceglanym, otynkowanym wypełnieniem, nakryta wysokim dachem czterospadowym, na rzucie zbliżonym do kwadratu z prostokątnym przedsionkiem po stronie południowej. Z empor obiegających kościół z trzech stron, zachowała się tylko jedna przy ścianie południowo-zachodniej. Na emporze znajduje się neogotycki prospekt organowy pochodzący z 2 połowy XIX w. Po przeciwnej stronie wnętrza zachował się późnobarokowy ołtarz z końca XVIII w., pierwotnie ambonowy (po 1945 r. usunięto kosz). Z pierwotnego wyposażenia jest też chrzcielnica, ławki i żyrandol.
Przy kościele znajduje się cmentarz (założony w 1930 r.) oraz dzwonnica metalowa (wzniesiona po 1974 r.) z dwoma dzwonami z lat 20. XX w., usytuowana w miejscu wcześniejszej, drewnianej, pochodzącej z XIX w.
Kościół był pierwotnie ewangelicki, poświęcony został jako rzymskokatolicki 13.06.1946 r. Należał do parafii św. Jana Chrzciciela w Bogdańcu, a po utworzeniu parafii w Jeninie w 1987 r. został do niej włączony jako kościół filialny. W 2001 r. przeprowadzono kapitalny remont kościoła. Wpisany jest do rejestru zabytków pod numerem KOK-I-628 z 18.12.1963 oraz 82 z 2.11.1976.

## Edukacja i nauka
Dzieci uczęszczają do szkoły podstawowej w Jenińcu i Lubczynie, zaś młodzież do gimnazjum w Bogdańcu.

## Religia
Miejscowość należy do parafii św. Michała Archanioła w Jeninie.

## Gospodarka
W 2013 r. liczba zarejestrowanych podmiotów gospodarczych wyniosła 28, z czego 25 to osoby fizyczne prowadzące działalność gospodarczą oraz 3 osoby prawne i jednostki organizacyjne niemające osobowości prawnej:
| Dział                                      | Ilość |
| ------------------------------------------ | ----- |
| rolnictwo, leśnictwo, łowiectwo i rybactwo | 6     |
| przemysł i budownictwo                     | 8     |
| pozostała działalność                      | 14    |

## Znane postaci
- Gustav Rühl (7.07.1822 – 4.12.1875) – pruski teolog i pisarz; w latach 1855–1860 był pastorem w Landsberger Holländer